# Preilustración
Preilustración o pre-Ilustración es un término utilizado por la historiografía, especialmente en el contexto de la historia de las ideas, pero también extendió a otros campos, para referirse al periodo anterior a la Ilustración.
Su delimitación cronológica es distinta en las diferentes historiografías nacionales:
En la historiografía española el término se utiliza casi exclusivamente para designar a las décadas finales del siglo XVII y la primera mitad del siglo XVIII, identificándose preilustración española, en cuanto a la historia de las ideas, con el movimiento de los novatores.
En la historiografía anglosajona, el término pre-enlightenment, además de utilizarse a veces en ese mismo sentido, se utiliza de modo más extenso y sin delimitación cronológica inicial, puesto que se utiliza para designar, bien a los autores que se consideren por alguna causa precursores de la Ilustración (incluso medievales o renacentistas), bien a toda la tradición filosófica anterior a la Ilustración por ser cualititativamente distinta a la posterior a ella.
En otros idiomas (no en idioma alemán) se utiliza el término pre-Aufklärung para indicar el periodo anterior a la Ilustración alemana (Aufklärung). En alemán es menos usual, pero tiene algún uso la palabra voraufklärung o vor-Aufklärung.
En la bibliografía francesa no tiene uso el término pre-eclairée. En lengua francesa eclairée es equivalente a "ilustrado", mientras que la expresión más habitual para el sustantivo "Ilustración" es la de siècle des Lumières ("siglo de las luces"), de modo que para referirse al periodo anterior se utilizan expresiones de otro tipo.